# Бой «Кирсарджа» и «Алабамы»
«Бой „Кирсарджа“ и „Алабамы“» (фр. Le Combat du Kearsarge et de l'Alabama) — картина французского художника Эдуара Мане, созданная в 1864 году. На полотне запечатлён финальный эпизод морского боя у Шербура во время Гражданской войны в США между военными кораблями USS Kearsarge (Союз) и CSS Alabama (Конфедеративные Штаты Америки). Бой произошёл 19 июня 1864 года на рейде французского города Шербур (Нормандия), куда «Алабама» зашла для ремонта. В ходе столкновения рейдер южан получил критические пробоины от артиллерии противника и был потоплен. Большая часть экипажа была взята в плен, а другая спасена гражданскими судами. Эти драматические события получили широкое освещение во французской прессе и произошли на глазах многочисленных зрителей, в том числе нескольких художников-маринистов. Случившееся привлекло внимание и Эдуара Мане, который, по мнению некоторых, находился в то время в городе и стал свидетелем боя. Однако современные исследователи склонны считать, что картина была написана в парижской мастерской Мане на основе сторонних свидетельств.
Полотно отличается смелым ракурсом, помещением кораблей-противников ближе к линии горизонта и, несмотря на драматизм происходящего и количество участников, по большей части на ней изображены морские воды. Степень влияния на композиционные и колористические решения в картине со стороны современных художников, посвятивших свои работы теме знаменитого боя, является дискуссионной. Ряд искусствоведов сходится на том, что в ней прослеживается некоторое воздействие со стороны старых мастеров, в частности, нидерландского мариниста Людольфа Бакхёйзена. Благодаря исследованиям с использованием рентгеновских лучей известно, что Мане внёс в «Бой „Кирсарджа“ и „Алабамы“» несколько изменений, однако их датировка является проблематичной.
Картина была представлена парижской публике в июле 1864 года, а в январе 1872 года приобретена маршаном Полем Дюран-Рюэлем. По просьбе Мане весной того же года она выставлялась в Парижском салоне. После этого она принадлежала нескольким французским любителям живописи. В 1886 году Дюран-Рюэль, у которого она находилась на хранении, выставил её в Нью-Йорке. Позже её приобрёл американский коллекционер Джон Гравер Джонсон. После его смерти в 1917 году полотно было передано в дар Художественному музею Филадельфии, где с тех пор и находится.

## Создание

### Бой при Шербуре

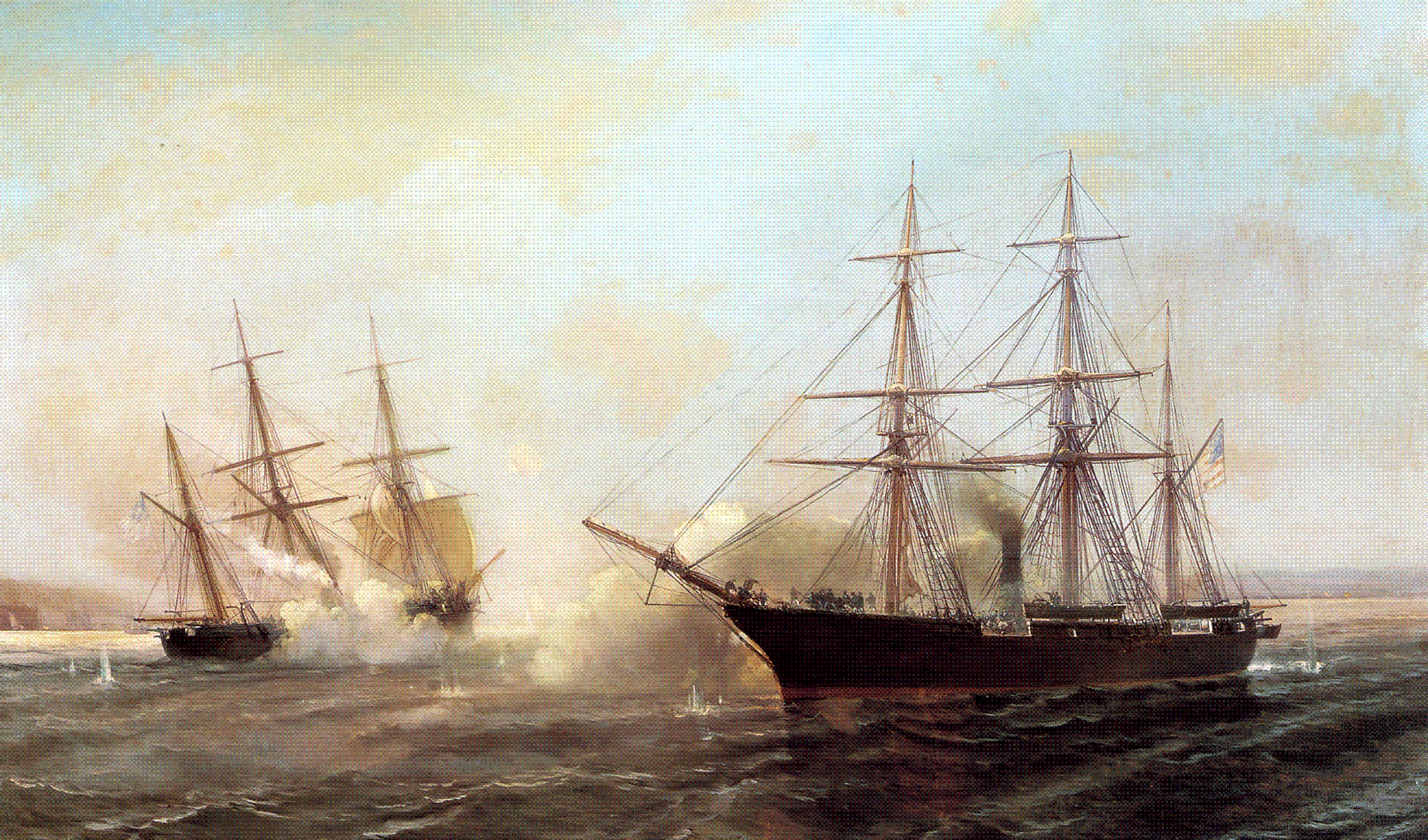
Жан-Батист Анри Дюран-Браже. «Морской бой» (Combat Naval), 1864

В самом начале Гражданской войны в США (1861—1865) руководство Конфедерации стало прилагать большие усилия, чтобы нарушить коммерческое судоходство федералистов. Каперские операции не возымели действия и уже после 1861 года сошли на нет. В связи с этим южане сделали ставку на действия рейдеров, которые, как и их экипаж, в отличие от каперских кораблей, состояли на военной службе. Наибольшую известность в связи с таким родом действий конфедератов получил парусно-паровой шлюп CSS Alabama, построенный в 1862 году в английском Ливерпуле. Его водоизмещение составляло 1050 тонн, и он мог развивать скорость до 15 узлов. С самого начала командование было поручено южанину Рафаэлю Семсу. Большинство команды составляли иностранцы, среди которых значительно преобладали англичане. Действия «мятежного пирата», как его прозвали северяне, «достигли невероятного по тем временам размаха» причинив транспортному судоходству противника большой урон. За два года команда CSS Alabama захватила более 65 судов, причинив ущерб на сумму 6 млн долларов. Рост страховых тарифов в результате нападений южан составил 900 %. Современный исследователь Дэвид Росс назвал «Алабаму» возможно самым известным судном Гражданской войны в США. В связи с таким размахом в 1863 году против рейдера были направлены два североамериканских корабля, одним из которых был USS Kearsarge. Построенный в 1861 году паровой шлюп имел 1030 тонн водоизмещения и таким образом был почти одних размеров с рейдером противника. За два года военных действий корабль южан был сильно потрёпан и требовал ремонта. В связи с этим, 6 июня 1864 года, он вошёл во французский порт Шербур (Нормандия), а через три дня в международные воды возле города прибыл «Кирсардж», экипаж которого состоял из 162 человек под командой капитана Джона Анкрума Уинслоу.
Капитан Семс, под началом которого было 146 человек, решил принять бой: он не мог долго находиться во французском порту и мог быть интернирован. В воскресенье, 19 июня, «Алабама» вышла из Шербура в сопровождении французского фрегата La Couronne, который должен был наблюдать, чтобы противники не нарушили нейтралитета Франции, и английской частной паровой яхты Deerhound, владелец которой Джон Ланкастер хотел стать очевидцем военных действий. Так как о предстоящем бое было известно заранее, окрестности посетило большое количество зрителей, некоторые из них вышли в море на лодках, рыбацких судах и т. д. Североамериканцы имели несколько существенных преимуществ: их порох, в отличие от противника, был сухой, на корабле перед боем была установлена защита от ядер, состоящая из натянутых вдоль бортов якорных цепей. Начавшись около 11:00 часов, бой длился около 70 минут: получив ряд критических попаданий, «Алабама» накренилась и стала тонуть. После этого Семс отдал приказ покинуть корабль. Deerhound подобрал капитана и его офицеров, в связи с чем они избежали попадание в плен. Также три французских лоцманских катера спасли часть экипажа «Алабамы». Остальных уцелевших членов команды подняли на борт «Кирсарджа».

### Создание

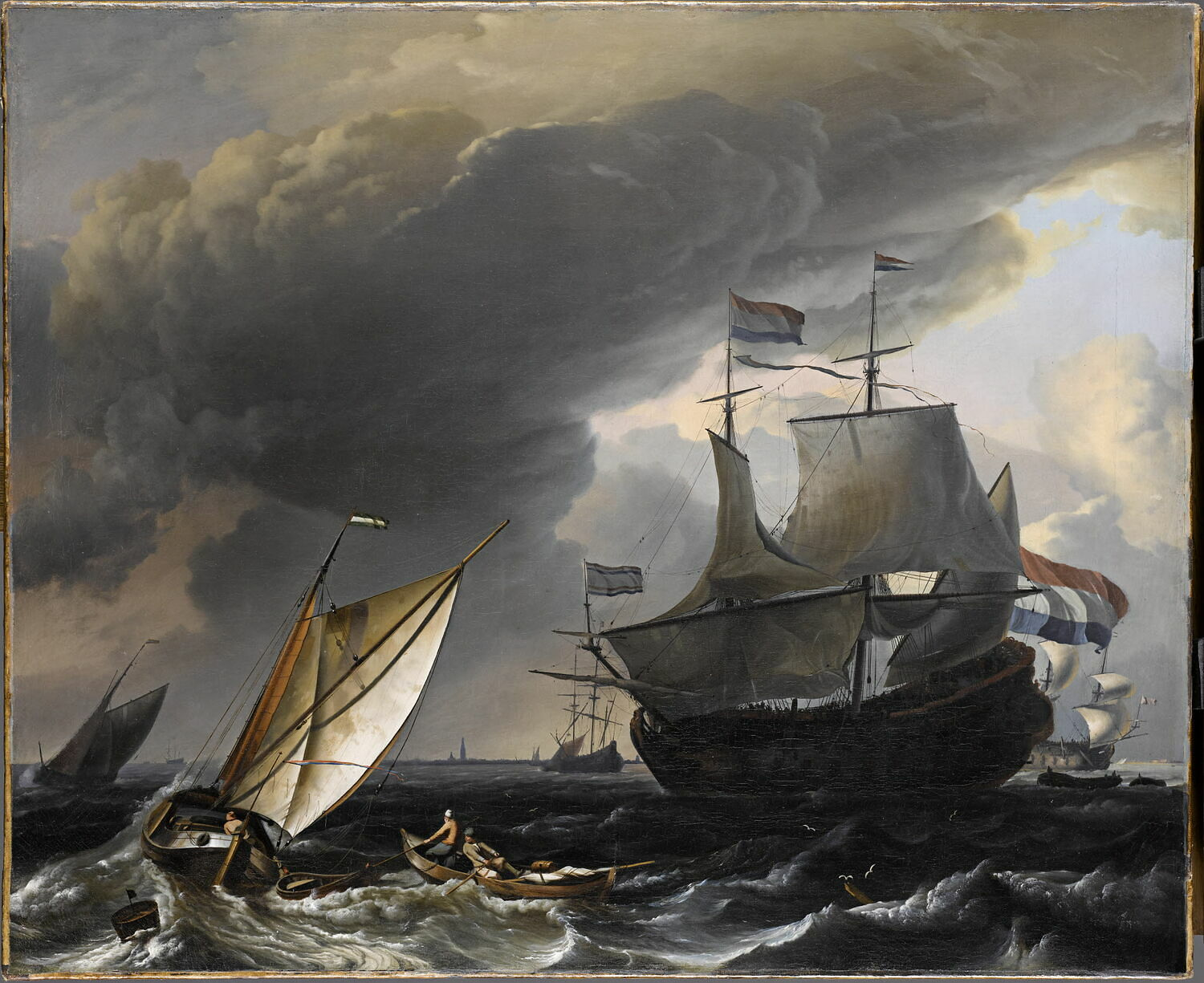
Людольф Бакхёйзен «Голландские судна в бурном море» (Vaisseaux hollandais sur une mer agitée), Париж, Лувр

Французские газеты уже через несколько дней после боя представили отчёт о произошедшем, основываясь первоначально на проконфедеративных сообщениях британской прессы. Тогда же, и несколько позже, появилось несколько гравюр иллюстрирующих драматические события, которые были опубликованы в британской и французской периодике. Первой из них стала работа Луи Бретона, появившаяся 25 июня 1864 года на страницах еженедельного парижского журнала L’Illustration. Законченная в начале июля 1864 года картина маслом «Морской бой» (Combat Naval) художника-мариниста Жана-Батиста Анри Дюран-Браже (Jean-Baptiste Henri Durand-Brager), была выставлена тогда же в художественной галерее Адольфа Гупиля. Из сообщения парижской газеты известно, что капитан Уинслоу, посетивший Париж с тремя своими офицерами, видел картину и американцы похвалили художника за её «удивительную точность». Автор вынес на передний план тёмный корпус «Кирсарджа» и частично скрыл накренившуюся «Алабаму» за клубами дыма. Американский искусствовед Дженифер А. Томпсон (Jennifer A. Thompson) предположила, что Мане мог ознакомиться с работой Дюран-Браже в галерее Гупиль и под этим впечатлением вдохновился написать свою версию боя.

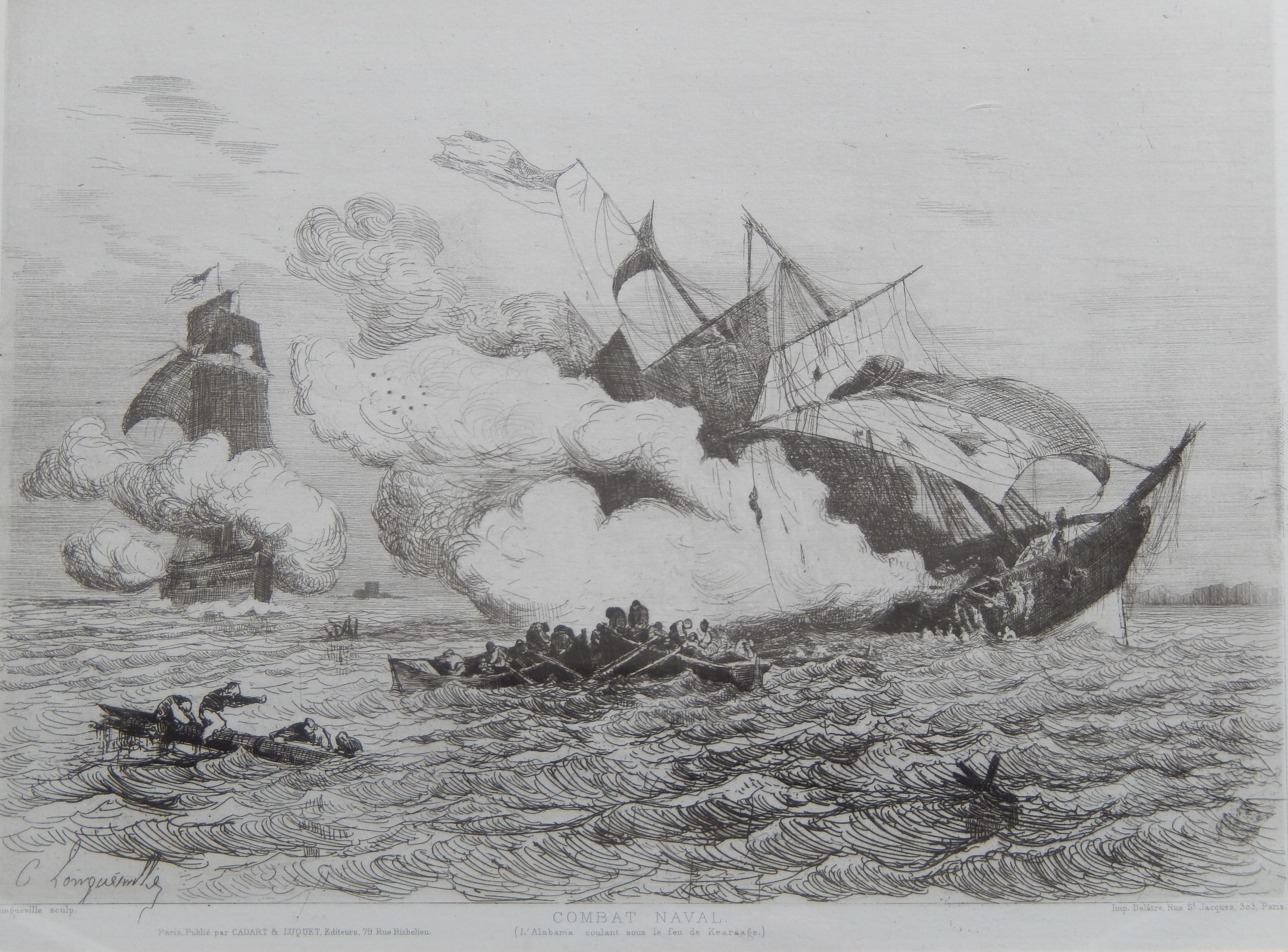
. Офорт «Морской бой» (Алабама тонет под огнём Кирсарджа), 1864

Искусствовед Жюльет Вильсон-Баро (Juliet Wilson-Bareau) пришла к выводу, что Мане вряд ли стал опираться на далёкую от его художественных вкусов живопись, так как скорее остановил свой выбор на работах старых мастеров, к которым тяготел, например, представленных в коллекции музея Лувр. Томпсон предположила, что на выбор смелой композиции могла повлиять картина нидерландского художника-мариниста Людольфа Бакхёйзена «Голландские судна в бурном море» (Vaisseaux hollandais sur une mer agitée), написанная около 1690 года и хранящаяся в Лувре. На ней, также как и у Мане, изображено бушующее море и небольшое судно на переднем плане. Также, по её наблюдению, современные рисунки вряд ли могли оказать воздействие на замысел картины. В частности, такое мнение она обосновала тем, что в них представлена низкая линия горизонта. Так, только на гравюре «Морской бой» (Алабама тонет под огнём Кирсарджа) (Combat Naval (L'Alabama coulant sous le feu de Kearsage)) художника Шарля Лонгвиля, созданной в августе 1864 года, передана некоторая энергетика картины «Бой „Кирсарджа“ и „Алабамы“». Кроме того, на этой же гравюре на переднем плане, также как и у Мане, присутствуют фигуры, спасающиеся на частях плавающего рангоута. Американский историк искусства Гари Тинтероу отмечал воздействие на Мане в батальной сцене приёмов японской гравюры.
Советский искусствовед Антонина Изергина писала, что живопись Мане не в полной мере соответствовала творческим устремлениям импрессионистов, к которым его обычно относят, так как он выделялся на их фоне своей независимостью, особым путём. Он не хотел порывать с классическим искусством и именно поэтому могла появиться такая картина на батальный исторический сюжет как «Бой „Кирсарджа“ и „Алабамы“»:

Мане, со своим удивительным даром обобщения, с лаконизмом, чувством монументального масштаба, намечал более широкий путь, чем тот, по которому пошли импрессионисты. Он хотел сохранить и многогранную характеристику образа, и большое содержание, и даже тематическую картину. Отсюда его пристрастие в ранние годы к своеобразному сплаву классических мотивов с современным их претворением, отсюда его поиски большой темы в современной действительности. Мане жадно ухватился за такое событие, как бой „Кирсежа“ с „Алабамой“…

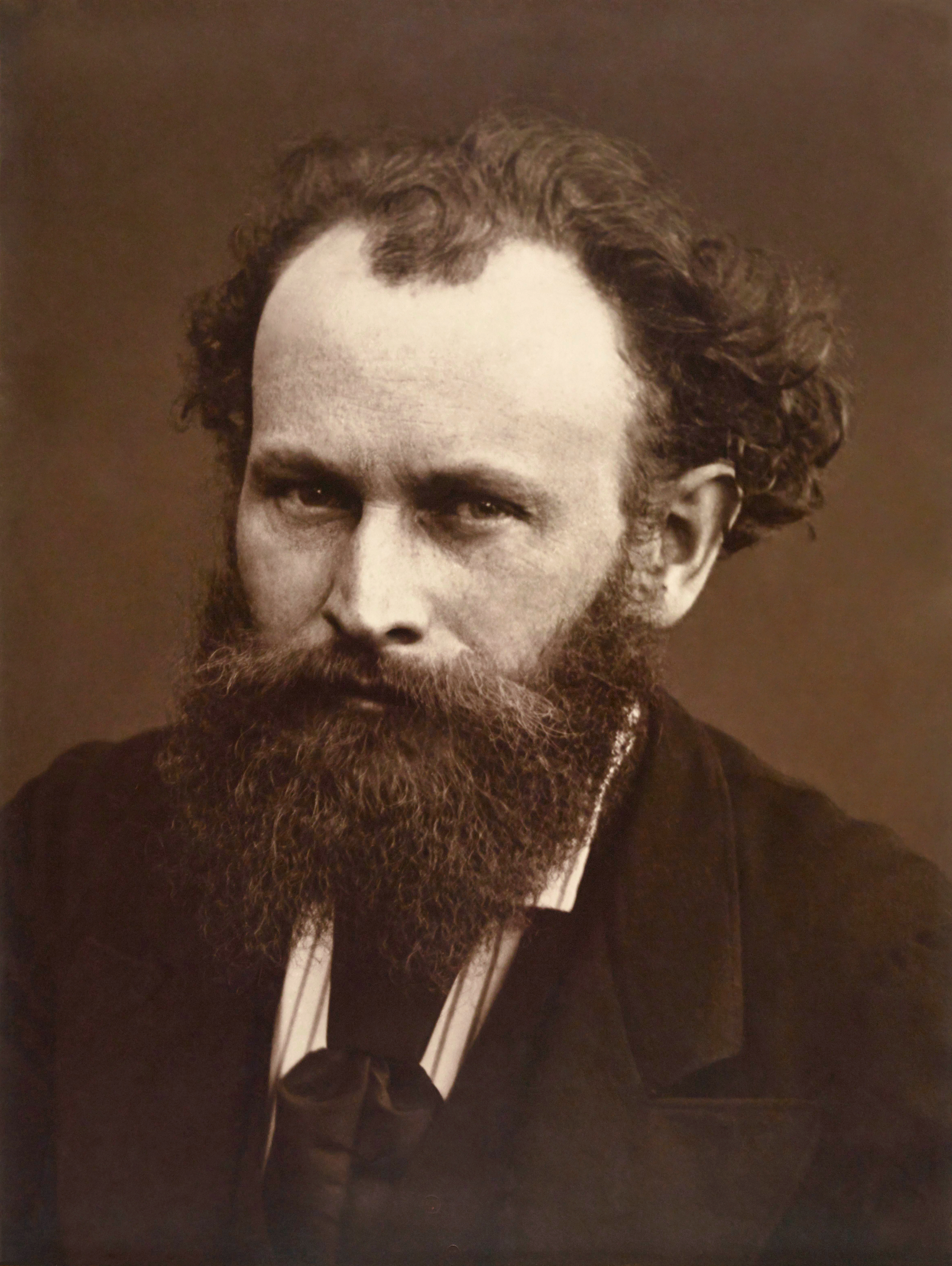
Эдуар Мане, ок. 1870. Фотография Надара

По оценке Томпсон, несмотря на предположения о некотором стороннем влиянии, картина Мане является по тем временам очень смелым произведением. Это касается высокого положения линии горизонта, а также завышенной точки зрения, что до того имело мало прецедентов и было одним из самых поразительных аспектов картины. Мане написал довольно много работ на морскую тематику, хотя они и не входят в число самых известных в его творчестве. Возможно свою роль в этом направлении его искусства сыграли автобиографические воспоминания, в частности, морское путешествие в Америку с посещением Бразилии в шестнадцатилетнем возрасте, а также многочисленное время проведённое на побережье Ла-Манша. Исследователи считают, что одним из мотивов обращения Мане к современной тематике в виде батального сюжета стали его антибонапартистские и антирабовладельческие взгляды. По мнению советского историка искусства Андрея Чегодаева, батальный сюжет во многом заинтересовал живописца из-за его республиканских взглядов, одобрением борьбы северян против южан. Кроме того, большую роль для замысла картины сыграло преклонение художника перед красотой природы, моря. Достоверность картины и некоторые свидетельства породили предположения о том, что автор лично присутствовал во время сражения, однако, по мнению Чегодаева, подтверждения этому факту не находится. Историк импрессионизма Джон Ревалд писал, что Мане в то время находился в Шербуре и сделал зарисовки для картины. Биограф художника Анри Перрюшо также был уверен, что тот побывал на месте сражения вместе с другими маринистами и, более того, сделал наброски находясь на лоцманском судне. По описанию Перрюшо, художник вернулся в Париж, где приступил к работе с подлинным вдохновением: «На этот раз художнику не было нужды искать сюжет. Поспешив в Париж: он пишет „то, что видел“: сражающиеся суда, море, зыбь на волнах, а на первом плане — парусник, переполненный зрителями; среди них угадывается сам художник с цилиндром на голове». Возможно, эта версия основывается на сообщении журналиста Антонена Пруста, сделанного в 1897 году о том, что его друг Мане «сел на лоцманскую лодку и из первых рук написал встречу двух американских судов». Однако современные исследователи отвергают такой ход событий, указывая на то, что Мане написал картину в своей парижской студии, основываясь на информации из вторичных источников. Чегодаев указывал, что сведения о том, что Мане был очевидцем гибели «Алабамы», восходит к «легенде», сочинённой Адольфом Табараном (Adolphe Tabarant), никогда не стеснявшимся выдавать свои гипотетические предположения за факты. 

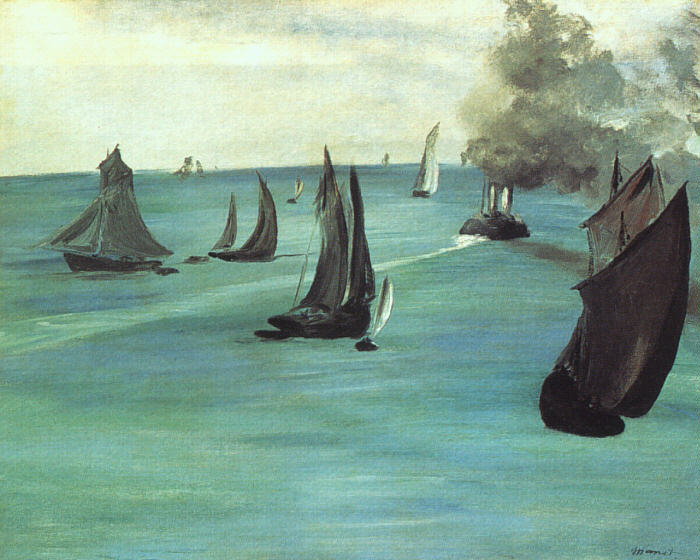
Эдуар Мане. «Выход из Булонского порта» (Sortie du port de Boulogne), также «Вид на море, спокойная погода» (Vue de mer, temps quiete), 1864—1865. Чикаго, Чикагский институт искусств

В июле 1864 года, когда «Кирсардж» на непродолжительное время зашёл в порт Булонь, он стал местной достопримечательностью. Многие любопытные подплывали к кораблю, подымались на его борт. В этот период в городе на отдыхе находился Мане, который в письме критику Филиппу Бюрти писал о своих впечатлениях от осмотра «Кирсарджа»: «Мой рисунок оказался довольно верным. Теперь я смог написать корабль таким, каким он смотрелся на воде». Из этих слов также делают вывод о том, что художник всё-таки не был свидетелем сражения.
Во время и после пребывания в Булони художник написал несколько морских пейзажей как маслом, так и акварелью, в том числе продолжив тему североамериканского корабля. Чегодаев выделил из них прежде всего три работы: «„Кирсардж“ в Булони» (два варианта: 22,5 × 33,5 — акварель и 91 × 100 — масло) и «Выход из Булонского порта» (73,6 × 92,6 — масло). Особенно искусствовед хвалил последнюю работу, являющуюся, по его характеристике, одной «из бесспорных вершин» творчества мастера. Кроме того, по предположению Вильсон-Баро, основанном на рентгеновском исследовании «Боя „Кирсарджа“ и „Алабамы“», побывав в Булони летом 1864 года Мане приобрёл новое видение относительно выбора колористических эффектов в морском пейзаже. После этого в картину были внесены ряд изменений: добавлены более усиленные тона бирюзово-зелёного цвета, горизонт стал светлее и его линия приобрела неровный, изломанный характер. Однако относительно хронологии дальнейшего развития первоначального замысла исследовательница затруднилась ответить — это может быть как 1867 год, так и 1872 год, то есть видимо перед тем как картина выставлялась на публике.

## Описание
Около двух третей, а по некоторым оценкам даже больше, оригинальной, смелой композиции (128.9 × 137.8 см) занимает водное пространство, вокруг которого размещены гражданские суда и корабли ведущие артиллерийскую дуэль. В центре верхней части изображена накренившаяся и тонущая «Алабама». Её корма уже затоплена водой, а передняя часть неуклюже приподнята, обнажая треугольник светло-серого киля. За поверженным противником почти на линии горизонта едва виднеется «Кирсардж». В клубах дыма шлюп практически неузнаваем, на его принадлежность указывает развевающийся на ветру флаг Союза. На переднем плане представлено французское лоцманское судно (видимо катер Les Deux Jeunes, который спас более десяти членов экипажа «Алабамы»), которое направляется на помощь моряку, уцепившемуся за деревянные обломки рангоута — эта деталь изображена практически в центре. «Дирхауэнд» находится в правой верхней части, дальше всех из кораблей, уже на самой линии горизонта. Его живописные детали (красно-синий флаг, синий вымпел на грот-мачте) перекликаются с французским триколором на лоцманском судне. Над английской яхтой поднимаются белые облака, а сквозь серый дым и облака в верхней части полотна пробивается голубое небо. В правом нижнем углу содержится подпись художника — Manet.

## Критика и художественные особенности
Картина впервые была представлена публике в июле 1864 года в витрине парижской типографии издателя Альфреда Кадара на улице Ришельё, 79. Полотно получило, по оценке Перрюшо, некоторый успех у публики и критиков. 18 июля 1864 года Бюрти на страницах ежедневной газеты La Presse поздравил автора «с редкостной мощью воплощения». Мане предполагал выставить полотно в Парижском салоне 1865 года, но друзья убедили его не делать этого, так как после демонстрации у Кадара, картина утратила эффект «новизны». В 1867 году оно выставлялось в Париже в галерее на авеню Альма. Маршан и коллекционер Поль Дюран-Рюэль, один из первых покровителей художников-импрессионистов, приобрёл картину в январе 1872 года в рамках крупной покупки в мастерской Мане. Торговец купил двадцать три картины, заплатив за них 35 000 франков. Среди них, кроме «Боя „Кирсарджа“ и „Алабамы“», были «Испанский гитарист», «Мадемуазель В. в костюме тореадора»; цены колебались от 400 до 3 000 франков.

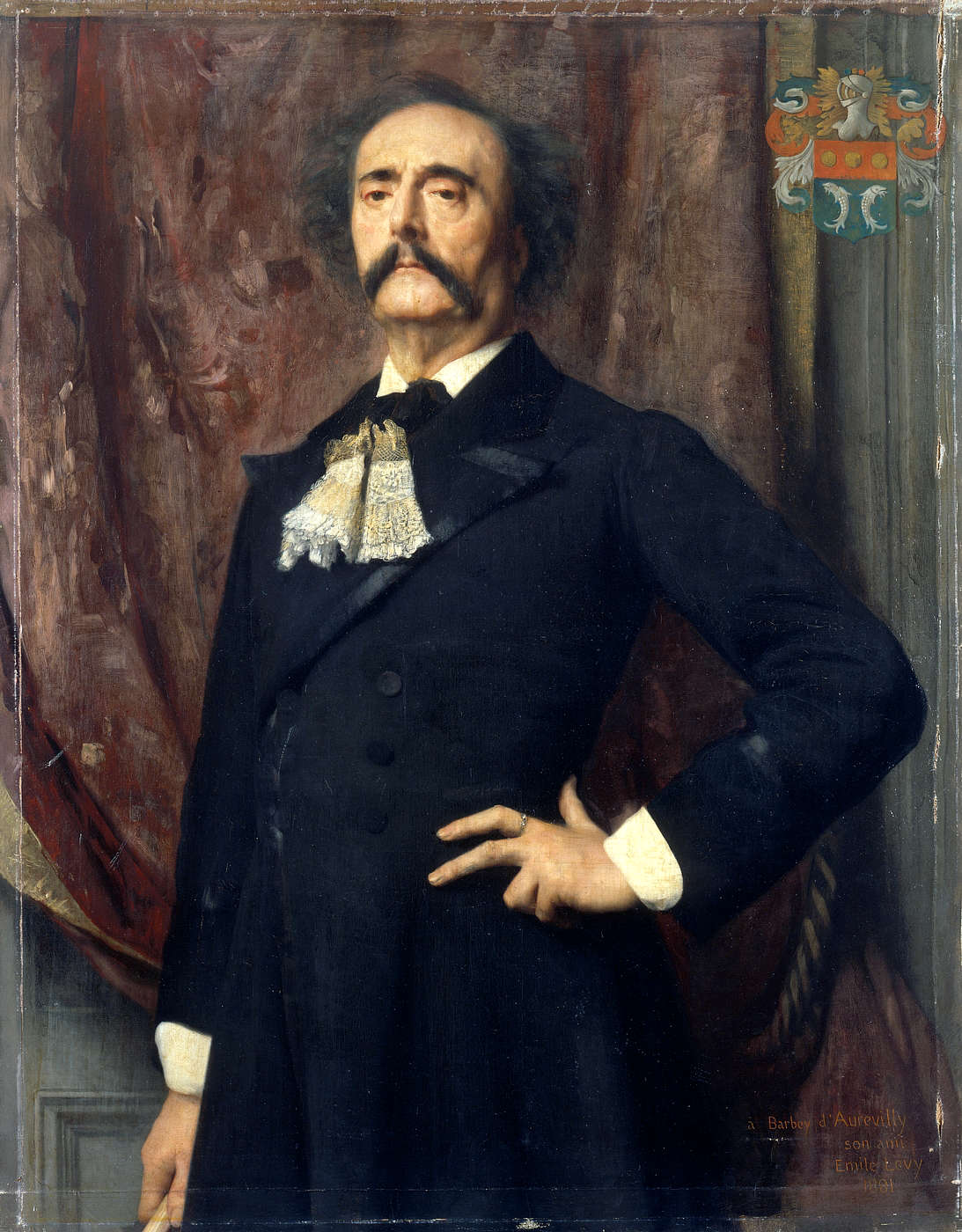
Портрет Барбе д’Оревильи кисти Эмиля Леви, 1882

Весной 1872 года Мане решил представить работу в первом послевоенном Салоне, с этой целью он попросил Дюран-Рюэля одолжить её на период выставки. По оценке Перрюшо, полотно получило «горячий» приём у критики, в частности, оно «восторженно» было оценено в обширной по меркам газетной статьи «Эдуар Мане — художник моря», писателя и публициста Барбе д’Оревильи, напечатанной 4 июля 1872 года в Le Gaulois. Чегодаев писал, что в этом отзыве автор не упоминал ни про исторический контекст картины, ни про Гражданскую войну в США, ни о победе корабля Северян. В этом дифирамбе «в античном смысле» д’Оревильи предстал в роли судьи новаторского творчества Мане, которого не было со времён Шарля Бодлера, и о котором автор статьи отзывался как о потенциально великом критике, чью жизнь унесла ранняя смерть. «Он любил отвагу, и смелость Мане его не пугала…», — отметил д’Оревильи. Картину, по его наблюдению, нельзя в полной мере отнести к пейзажам, а её автора к пейзажистам. В этом «великом» произведении автор сумел оживить своей кистью «затасканный испокон века сюжет» — морской абордаж. Художник избежал банальности и поместил противоборствующие суда не в центр изображения, а на линии горизонта. «Он своевольно уменьшил их размеры: но море, которое пенится у самого нижнего края полотна, достаточно сильно говорит о сражении, и оно грознее всякого боя. Битва угадывается по его валам, по его раскрывшимся безднам и кипящим водоворотам… Теперь он обручился с Природой! Как дож Венеции он бросил в море обручальное кольцо, и я могу поклясться, что кольцо это из чистого золота». Другие критики, по оценке Чегодаева, обошли молчанием работу Мане. В частности, в целом благожелательно настроенный к художнику критик Луи Эдмон Дюранти, охарактеризовал её в довольно туманных фразах, не дающих представление о его отношении к ней: одобрительном или отрицательном. Чегодаев оценивал картину высоко, он отмечал в ней синтез исторического батального жанра живописи и мастерски выполненного пейзажа. Она ему представлялась одной из самых новаторских в творческом наследии Мане, который «построил композицию картины со смелой асиметрией, с резким диагональным прорывом пространства, с точкой зрения не только вдаль, но и сверху…» Также искусствовед подчёркивал и смелые колористические решения художника, в частности, в изображении моря, где в этом отношении тот сумел превзойти Гюстава Курбе с его грузной, плотной манерой письма. В противоположность ему Мане, сумел передать «переливающуюся, мерцающую рябь всевозможных оттенков синего, голубого, бирюзового цвета, отражающую солнце». В подтверждение свой точки зрения Чегодаев привёл оценку советского искусствоведа Валерия Прокофьев о том, что море у Курбе передано с «земли», а Мане — «с моря же».

## Провенанс
После приобретения картины Дюран-Рюэлем в 1872 году и её перепродажи она находилась в собственности нескольких ценителей импрессионизма: издателя Жоржа Шарпантье, оперного певца Жана-Батиста Фора, журналиста и искусствоведа Теодора Дюре. Большую часть времени картина находилась на хранении у Дюран-Рюэля, поскольку эти клиенты имели финансовые связи с его галереей. Известно, что в 1884 году она выставлялась в Париже, а в 1886 году находилась на организованной Дюран-Рюэлем выставке в Нью-Йорке. После этого Дюре попытался убедить французское правительство выкупить картину, чтобы оставить её на родине, но ему это не удалось. В итоге в октябре 1888 года её приобрёл Дюран-Рюэль за день до того, как галерея, продала её за 15 000 долларов американскому коллекционеру Джону Граверу Джонсону, после смерти которого, последовавшей в 1917 году, его собрание искусства было передано в дар Художественному музею Филадельфии, где оно и хранится с тех пор. После этого  «Бой „Кирсарджа“ и „Алабамы“», кроме Филадельфии, был представлен на выставках в городах Нью-Йорк, Чикаго, Детройт, Париж.